# ジョルジュ・バルビエ

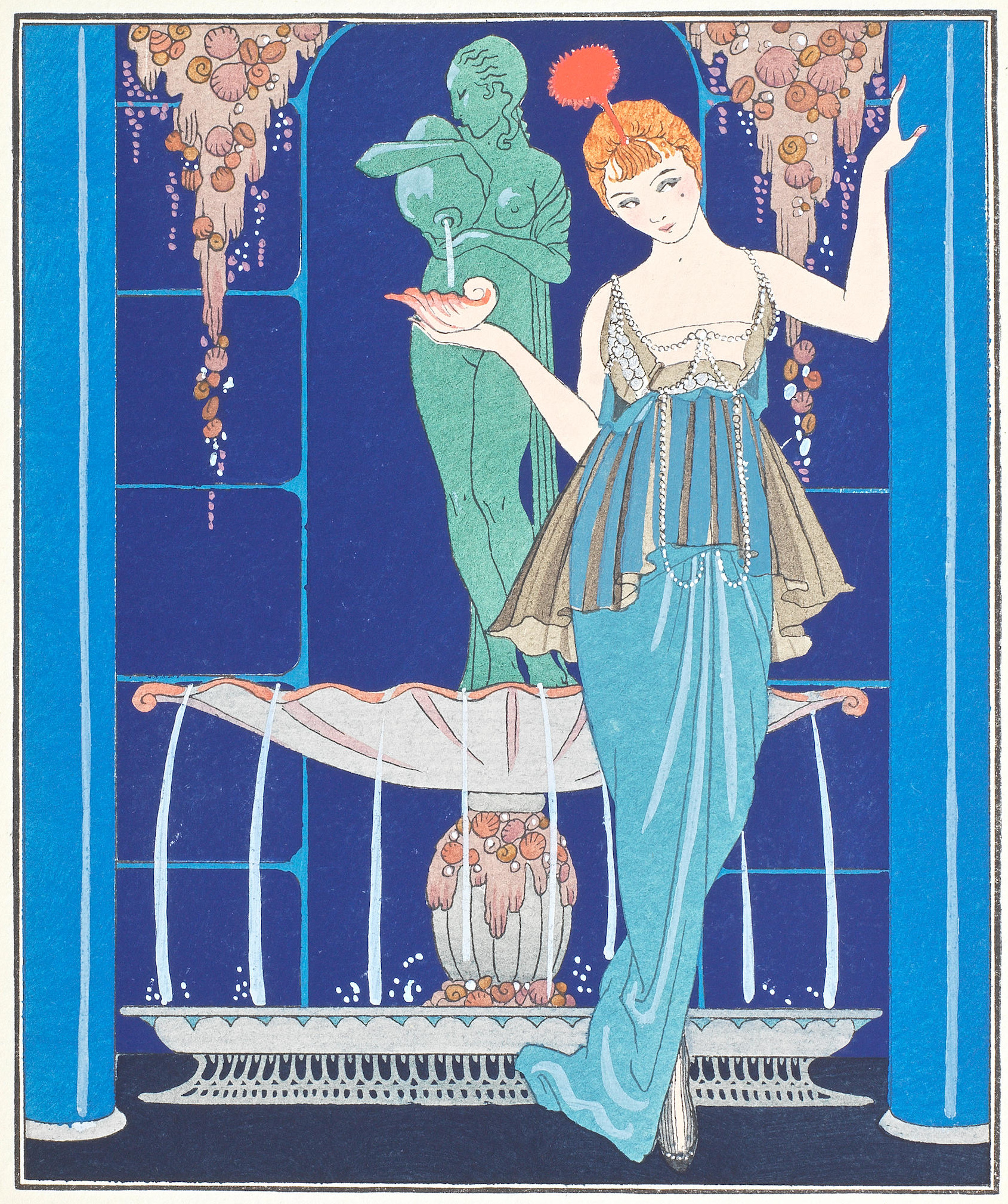
「ジャンヌ・パキンのガウン」（1914年）

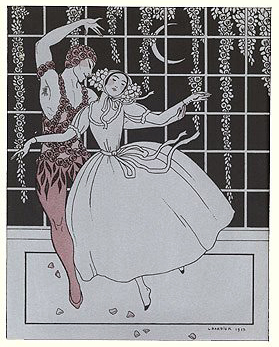
『薔薇の精』のニジンスキー（1911年）

ジョルジュ・バルビエ（George Barbier、1882年10月16日 ナント - 1932年3月16日 パリ）は、フランスのイラストレーター。20世紀の著名なイラストレーターの一人である。古典を基礎に、当時、流行した日本趣味（ジャポニスム）、中国趣味（シノワズリ）の影響を受けたアール・デコ様式のイラストレーションで知られる。彼の創作活動はジャンルが限定されていたため、美術史においては長い間、軽視されてきたという見方もある。

## 経歴
1882年10月10日、フランスのナントの裕福なブルジョワの家庭に生まれる。ナントは大陸貿易で栄えた古都で、木版画家のオーギュスト・ルペール、その弟子の版画家ジャン・エミール・ラブルールを輩出している。
1908年パリに上京し、エコール・デ・ボザールに学ぶ。1909年パリで巡業したセルゲイ・ディアギレフ率いるバレエ・リュス（ロシア・バレエ団）公演を鑑賞、アンナ・パヴロワやヴァーツラフ・ニジンスキーら新進気鋭の舞踏家や、芸術監督レオン・バクスト、アレクサンドル・ブノワによる舞台装置に影響を受ける。1911年パリで個展を開始した後、1913年作品集『ニジンスキー』、次いで翌1914年『タマル・カルサヴィナ』を発表する。
同時期、ギリシア趣味やロシア・バレエに加え、ファッションモードにも深い関心を寄せ、1912年創刊のファッション雑誌『ジュルナール・デ・ダーム・エ・デ・モード』、『ガゼット・デュ・ポン・トン』に定期的にイラストレーションを掲載することとなった。
1914年高級ファッション雑誌『モード・エ・マニエール・ドージュルデュイ』にイラストレーションを連載する。
1920年代エルテとともに舞台、映画の衣装や舞台装置のデザインに進出する。1929年フランスの『イリュストラシオン』誌（L'Illustration）に連載。
彼は1932年、キャリアの頂点の時期に49歳で死去し、ナントのミゼリコルド墓地に埋葬された。